# Tanjung Karya
Tanjung Karya is een bestuurslaag in het regentschap Garut van de provincie West-Java, Indonesië. Tanjung Karya telt 8348 inwoners (volkstelling 2010).